# کورتز ۶۶۲۹
سیارک ۶۶۲۹ (به انگلیسی: 6629 Kurtz، نامگذاری:1982UP) شش هزار و ششصد و بیست و نهمین سیارک کشف شده‌است که در ۱۷ اکتبر ۱۹۸۲ کشف شد.
قدر مطلق سیارک برابر ۱۴٫۵۰ است.